# Volta al País Basc 1973
La Volta al País Basc 1973 fou la 13a edició de la Volta al País Basc. La cursa es disputà en cinc etapes, una d'elles dividida en dos sectors, entre el 9 i el 13 d'abril de 1973 i un total de 824 km. Amb tot, una intensa nevada impedí la disputa de la segona etapa, la reina de la present edició, ja que la neu impedí el pas dels llevaneus pel port d'Urkiola.
El vencedor final fou l'espanyol Luis Ocaña, que d'aquesta manera aconseguia la seva segona victòria en aquesta cursa, després de l'aconseguida el 1971. L'acompanyaren al podi els també espanyols J.A.González Linares, vencedor de l'anterior edició i Domingo Perurena. Perurena s'imposà en la classificació per punts, mentre Pedro Torres fou el millor en la muntanya i el Kas el millor equip.

## Equips participants
En aquesta edició únicament van participar-hi 3 equips espanyols, Kas, La Casera i Monteverde, més el francès del Bic i el portuguès del Coelima, amb un total de 48 participants, dels quals 37 finalitzaren la cursa.

## Etapes
| Etapa | Data       | Recorregut            | Km  | Vencedor de l'Etapa    | Líder de la general    | Ref.  |
| ----- | ---------- | --------------------- | --- | ---------------------- | ---------------------- | ----- |
| 1ª    | 9 d'abril  | Eibar - Durango       | 163 | Julián Cuevas (ESP)    | Julián Cuevas (ESP)    | [ 1 ] |
| 2ª    | 10 d'abril | Durango - Mungia      | 185 | Suspesa                | Julián Cuevas (ESP)    | [ 1 ] |
| 3ª    | 11 d'abril | Vitòria - Pamplona    | 152 | Domingo Perurena (ESP) | Domingo Perurena (ESP) | [ 5 ] |
| 4ª A  | 12 d'abril | Pamplona - Lekunberri | 110 | Javier Elorriaga (ESP) | Domingo Perurena (ESP) |       |
| 4ª B  | 12 d'abril | Lekunberri - Tolosa   | 33  | Luis Ocaña (ESP)       | Luis Ocaña (ESP)       | [ 6 ] |
| 5ª    | 13 d'abril | Tolosa - Eibar        | 181 | Domingo Perurena (ESP) | Luis Ocaña (ESP)       | [ 2 ] |

## Classificació general
|     | Ciclista                            | Equip      | Temps       |
| --- | ----------------------------------- | ---------- | ----------- |
| 1.  | Luis Ocaña (ESP)                    | Bic        | 17h 46' 21" |
| 2.  | José Antonio González Linares (ESP) | Kas        | + 40"       |
| 3.  | Domingo Perurena (ESP)              | Kas        | + 1' 43"    |
| 4.  | Josep Pesarrodona (ESP)             | Kas        | + 3' 38"    |
| 5.  | Jesús Manzaneque (ESP)              | La Casera  | + 4' 21"    |
| 6.  | Juan Zurano (ESP)                   | La Casera  | + 4' 50"    |
| 7.  | Ventura Díaz (ESP)                  | Monteverde | + 5' 16"    |
| 8.  | Julián Cuevas (ESP)                 | La Casera  | + 5' 55"    |
| 9.  | José Luis Uribezubia (ESP)          | Kas        | + 6' 22"    |
| 10. | Gonzalo Aja (ESP)                   | Kas        | + 6' 26"    |